# Jamesbrittenia incisa
Jamesbrittenia incisa är en flenörtsväxtart som först beskrevs av Carl Peter Thunberg, och fick sitt nu gällande namn av O.M. Hilliard. Jamesbrittenia incisa ingår i släktet Jamesbrittenia och familjen flenörtsväxter. Inga underarter finns listade i Catalogue of Life.